# ألبرت توماس (لاعب كريكت)
ألبرت توماس (بالإنجليزية: Albert Thomas)‏ (7 يونيو 1893 في المملكة المتحدة - 21 مارس 1965 في المملكة المتحدة) هو لاعب كريكت بريطاني. شارك مع فريق ويلز الوطني للكريكيت ‏. أما مع النوادي، فقد لعب مع نادي مقاطعة نورثامبتونشير للكريكت ‏.

## وصلات خارجية
- ألبرت توماس على موقع إي آس بي آن كريك إنفو (الإنجليزية)